# Alanus van Rijsel

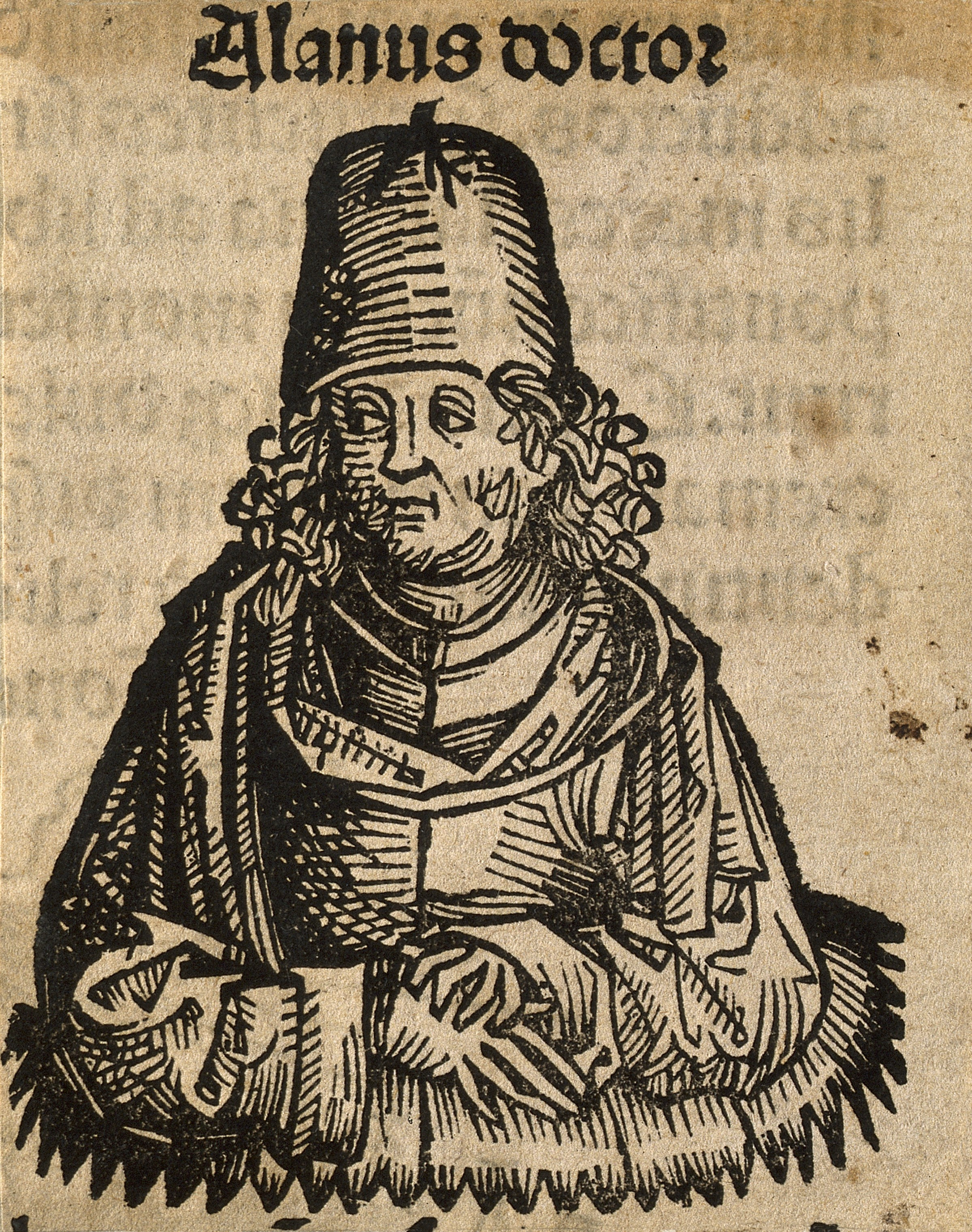
Alanus van Rijsel

Alain de Lille (Rijsel, ca. 1120? - Cîteaux, 1202), ook wel Alanus ab Insulis, was een godgeleerde, dichter en cisterciënzermonnik. Hij is zalig verklaard en heeft als feestdag 30 januari.

## Levensloop
Alanus doceerde in Parijs en Montpellier, eerst in de artes liberales, daarna ook in de theologie. Hij wordt gerekend tot de School van Chartres, waar hij ook zijn opleiding genoot. Hij schijnt een encyclopedische kennis te hebben gehad, wat hem de bijnaam Doctor universalis opleverde. In latere legenden komt hij vooral voor in die hoedanigheid. 
Hij schreef veel theologische werken over de kerkelijke leer en tegen de ketters. Zo zijn van hem bekend een preekcursus, een alfabetisch Bijbellexicon ten dienste van de allegorische Bijbeluitleg en een uitgebreide weerlegging van allerlei ketterijen, waarbij hij zich vooral richt tegen de waldenzen en de katharen.
Zijn hoofdwerk is Anticlaudianus, een allegorie waarin de hele toenmalige kennis is samengevat en wordt gemobiliseerd tot verheffing van de mensheid. Ook zijn spreekwoordenverzameling Parabolae is wijdverspreid. Naast deze werken is hij in onze dagen vooral bekend als dichter, m.n. van het Omnis mundi creatura en het Liber de planctu Naturae. Dit laatste is een lang uitgesponnen tekst waarin poëzie en proza elkaar afwisselen en waarin Moeder Natuur haar beklag doet over de manier waarop ze lijdt onder wat de mensen haar aandoen door hun onnatuurlijk of tegennatuurlijk gedrag.
Al in de vroegchristelijke periode werd de metafoor van het boek van de natuur gehanteerd. Dit was een opvatting die de natuur ziet als een boek dat - naast de Bijbel – gelezen kan worden als een bron van godskennis. Vanaf Augustinus lag een nadruk op het belang dat op deze wijze ook ongeletterden tot die godskennis konden komen.
Ook Alanus gebruikt deze metafoor. Hij schreef dat ieder schepsel een te lezen boek is en legt sterk de nadruk op de inherente ordening en doelmatige aspecten van de natuur als teken van Gods almacht.
In zijn Liber Parabolarum gebruikte hij in 1175 een vers waarop het spreekwoord 'Alle wegen leiden naar Rome' wordt teruggevoerd:
| Mille viae ducunt homines per saecula Romam | Duizend wegen leiden doorheen de eeuwen naar Rome, de mensen |
| Qui Dominum toto quaerere corde volunt      | Die God met heel hun hart verlangen te zoeken                |

## Geschriften
- De planctu naturae
- Anticlaudianus
- Parabolae, Proverbiae of Liber parabolarum; in het Frans vertaald Les paraboles Maistre Alain en françoys.
- Distinctiones dictorum theologicarum sive summa Quot modis
- Omnis Mundi Creatura (In 2001 werd een deel van dit lied door de Duitse Middeleeuwse-Elektro-Band Helium Vola uitgebracht)
- Contra haereticos (hierin onder andere een bestrijding van de Waldenzen)
- Regulae de sacra theologia
- De arte praedicandi

## Externe bronnen
- tekst en vertaling van Omnis mundi creatura
- tekst van Liber Planctu de Naturae
- Alle werken van Alanus in het Latijn (Migne Patrologia)

- Bibsys: 90121086
- Biblioteca Nacional de España: XX823515
- Bibliothèque nationale de France: cb11997454f (data)
- Catàleg d'autoritats de noms i títols de Catalunya: 981058514407106706
- CiNii: DA04489412
- Digitale Bibliotheek voor de Nederlandse Letteren: insu002
- Gemeinsame Normdatei: 11864422X
- International Standard Name Identifier: 0000 0004 5304 1842
- Library of Congress Control Number: n50035344
- MusicBrainz: 744ecae0-2787-46f4-8c1f-f61c610c7b73
- Nationale Bibliotheek van Tsjechië: ola2002113815
- Nationale bibliotheek van Australië: 36560457
- Nationale Bibliotheek van Israël: 987007311943605171
- Nationale Bibliotheek van Polen: a0000002054485
- Nationale en Universitaire bibliotheek Zagreb: 000572104
- Nederlandse Thesaurus van Auteursnamen: 071429786
- Réseau des bibliothèques de Suisse occidentale: 02-A005290697
- Istituto Centrale per il Catalogo Unico: CFIV060565
- LIBRIS: 174775
- SNAC: w6hq44fq
- Système universitaire de documentation: 028064682
- Trove: 1292682
- Virtual International Authority File: 72187470